# Pentacta
Genre
Pentacta est un genre d'holothuries (concombres de mer) de la famille des Cucumariidae. 

## Liste des espèces
Selon World Register of Marine Species (1 mars 2015) :
- Pentacta doliolum (Pallas, 1766) -- Afrique de l'est et du sud
- Pentacta guinensis (Heding, 1943) -- Golfe de Guinée
- Pentacta hedingi Panning, 1940 -- Golfe de Guinée
- Pentacta kowalevskii Jarzynsky in Théel, 1886 -- nomen nudum
- Pentacta minuta Ludwig, 1875 -- Australie
- Pentacta nipponensis Clark, 1938 -- Japon
- Pentacta panamensis Verrill, 1867 -- Amérique centrale pacifique
- Pentacta peterseni Ancona Lopez, 1965 -- Brésil
- Pentacta verrucula Cherbonnier, 1988 -- Madagascar